# Narayani (Chitwan)
Narayani (Nepali नारायणी) ist eine Stadt im mittleren Terai Nepals im Distrikt Chitwan. 
Die Stadt entstand Ende 2014 durch Zusammenlegung der Village Development Committees (VDCs) Jagatpur, Meghauli, Parbatipur und Sukranagar.
Das Stadtgebiet von Narayani umfasst 72,6 km². Narayani liegt am Nordufer des Östlichen Rapti-Flusses. Auf der gegenüber liegenden Uferseite befindet sich der Chitwan-Nationalpark. Die Stadt besitzt einen Flugplatz, den Flughafen Meghauli.

## Einwohner
Bei der Volkszählung 2011 hatten die VDCs, aus welchen die Stadt Narayani entstand, 39.907 Einwohner (davon 18.188 männlich) in 9198 Haushalten.